# Lemula bruneipennis
Lemula bruneipennis là một loài bọ cánh cứng trong họ Cerambycidae.